# レアー
レアー（古希: Ῥέα, Rheā）は、ギリシア神話に登場する女神である。ティーターンの1柱で、大地の女神とされる。レイアー（古希: Ῥεία, Rheiā）ともいい、長母音を省略してレア、レイアとも表記される。

## 概要
ヘーシオドスの『神統記』などによれば、父はウーラノス、母はガイアで、オーケアノス、コイオス、クレイオス、ヒュペリーオーン、イーアペトス、クロノス、テイアー、テミス、ムネーモシュネー、ポイベー、テーテュースと兄弟。またレアーがクロノスとの間に産んだ神々はヘスティアー、デーメーテール、ヘーラー、ハーデース、ポセイドーン、ゼウスである。

## 神話
夫のクロノスがレアーとの間の子供達を飲み込んだ時は、それを嘆いたレアーはクレーテー島に行きゼウスを生んだ。生まれたばかりのゼウスの代わりに産着に包んだ石を飲ませ、ゼウスをガイアに託し、クレーテー島のニュムペー達とアマルテイアとクーレース達に預けて育てさせた（ポセイドーンも仔馬を代わりに飲ませて助けたともいわれる）。ティーターノマキアーの際はヘーラーを守るためにオーケアノスとテーテュース夫婦に預けた。その後もレートーの出産に立ち会ったり、ハーデースがペルセポネーをさらった際にハーデースとデーメーテールの争いを調停したり、ヘーラーに迫害されたディオニューソスを助けて密儀を授けたりしている。
その象徴はライオン、鳩、オーク、松、小塔冠（塔の形をした王冠）、豊穣の角。夫のクロノスがローマ神話のサートゥルヌスと同一視された事から、後にサートゥルヌスの妻オプスと同一視される。
小アジアのプリュギアに由来しローマでも長年に渡り崇められた大地の女神キュベレーと同一視されることもあった。

## 歴史
紀元前三千年頃からクレーテー島を中心に栄えた地中海文明（エーゲ文明）で崇められていた神々の中の最高神は、多くの古いアジアの信仰の最高神と同じく女神であり、植物や豊穣の女神であり万物の母であった。
その固有の神名は伝えられていないが、クレーテー島ではレアーと呼ばれ信仰されていた。この名は後にゼウス信仰において古代クレーテーの神々を呼ぶのに用いられる名であった。これがヘーシオドスの詩『神統紀』においてゼウスの母の名として記載された。

## 影響
土星の第5衛星レアはレアーにちなんで名付けられた。